# Mistrzostwa Świata w Badmintonie 2017
Mistrzostwa Świata w Badmintonie 2017 – 23. edycja mistrzostw świata w badmintonie. Zawody zostały rozegrane w dniach 21–27 sierpnia w szkockim mieście Glasgow. Zawodnicy rywalizowali w pięciu konkurencjach.

## Terminarz
Źródło:
| Data        | Godzina |              |
| ----------- | ------- | ------------ |
| 21 sierpnia | 12:00   | Eliminacje   |
| 22 sierpnia | 12:00   | Eliminacje   |
| 23 sierpnia | 12:00   | Eliminacje   |
| 24 sierpnia | 12:00   | 1/8 finału   |
| 25 sierpnia | 11:00   | Ćwierćfinały |
| 26 sierpnia | 11:00   | Półfinały    |
| 27 sierpnia | 11:00   | Finały       |

## Medaliści
Źródło:
| Konkurencja             | Złoto                         | Srebro                            | Brąz                                    |
| Gra pojedyncza mężczyzn | Viktor Axelsen                | Lin Dan                           | Son Wan-ho                              |
| Gra pojedyncza mężczyzn | Viktor Axelsen                | Lin Dan                           | Chen Long                               |
| Gra pojedyncza kobiet   | Nozomi Okuhara                | Pusarla Venkata Sindhu            | Chen Yufei                              |
| Gra pojedyncza kobiet   | Nozomi Okuhara                | Pusarla Venkata Sindhu            | Saina Nehwal                            |
| Gra podwójna mężczyzn   | Liu Cheng Zhang Nan           | Mohammad Ahsan Rian Agung Saputro | Takeshi Kamura Keigo Sonoda             |
| Gra podwójna mężczyzn   | Liu Cheng Zhang Nan           | Mohammad Ahsan Rian Agung Saputro | Chai Biao Hong Wei                      |
| Gra podwójna kobiet     | Chen Qingchen Jia Yifan       | Yūki Fukushima Sayaka Hirota      | Misaki Matsutomo Ayaka Takahashi        |
| Gra podwójna kobiet     | Chen Qingchen Jia Yifan       | Yūki Fukushima Sayaka Hirota      | Kamilla Rytter Juhl Christinna Pedersen |
| Gra mieszana            | Tontowi Ahmad Liliyana Natsir | Zheng Siwei Chen Qingchen         | Chris Adcock Gabrielle Adcock           |
| Gra mieszana            | Tontowi Ahmad Liliyana Natsir | Zheng Siwei Chen Qingchen         | Lee Chun Hei Chau Hoi Wah               |

## Klasyfikacja medalowa
| Pozycja  | Reprezentacja    | Złoto | Srebro | Brąz | Łącznie |
| 1.       | Chiny            | 2     | 2      | 3    | 7       |
| 2.       | Japonia          | 1     | 1      | 2    | 4       |
| 3.       | Indonezja        | 1     | 1      | 0    | 2       |
| 4.       | Dania            | 1     | 0      | 1    | 2       |
| 5.       | Indie            | 0     | 1      | 1    | 2       |
| 6.       | Anglia           | 0     | 0      | 1    | 1       |
| 6.       | Hongkong         | 0     | 0      | 1    | 1       |
| 6.       | Korea Południowa | 0     | 0      | 1    | 1       |
| Łącznie: | Łącznie:         | 5     | 5      | 10   | 20      |

## Występy reprezentacji Polski
| Zawodnik                       | Konkurencja             | 1/32 finału                                     | 1/16 finału             | 1/8 finału              | Ćwierćfinał             | Półfinał                | Finał                   |
| ------------------------------ | ----------------------- | ----------------------------------------------- | ----------------------- | ----------------------- | ----------------------- | ----------------------- | ----------------------- |
| Mateusz Dubowski               | Gra pojedyncza mężczyzn | Anthony Sinisuka Ginting 12–21, 14–21           | Nie zakwalifikował się  | Nie zakwalifikował się  | Nie zakwalifikował się  | Nie zakwalifikował się  | Nie zakwalifikował się  |
| Miłosz Bochat Adam Cwalina     | Gra podwójna mężczyzn   | Mark Lamsfuß Marvin Emil Seidel 15–21, 14–21    | Nie zakwalifikowali się | Nie zakwalifikowali się | Nie zakwalifikowali się | Nie zakwalifikowali się | Nie zakwalifikowali się |
| Paweł Prądziński Jan Rudziński | Gra podwójna mężczyzn   | Jones Ralfy Jansen Josche Zurwonne 10–21, 12–21 | Nie zakwalifikowali się | Nie zakwalifikowali się | Nie zakwalifikowali się | Nie zakwalifikowali się | Nie zakwalifikowali się |